# Araneus strupifer
Araneus strupifer là một loài nhện trong họ Araneidae.
Loài này thuộc chi Araneus. Araneus strupifer được Eugène Simon miêu tả năm 1886.